# Paramucrona troicus
Paramucrona troicus är en stekelart som beskrevs av John S. Noyes 2004. Paramucrona troicus ingår i släktet Paramucrona och familjen sköldlussteklar.
Artens utbredningsområde är Costa Rica. Inga underarter finns listade i Catalogue of Life.